# Vincenzo Coronelli
Vincenco Maria Coronelli (16. srpna 1650 Benátky – 17. prosince 1718 tamtéž) byl italský kosmograf, kartograf, vydavatel a encyklopedista. Je znám pro svoji tvorbu atlasů, glóbů a také nejspíše první encyklopedie – Biblioteca Universale Sacro-Profana.
Vincenzo Maria Coronelli se narodil v italských Benátkách (někdejší Benátské republice) benátskému krejčímu jménem Maffio Coronelli a jeho manželce jménem Catarine. Byl jejich pátým dítětem.

## Mládí
Vincenzo Maria Coronelli se nejspíše narodil v Benátkách, dne 16. srpna 1650 jako páté dítě benátského krejčího jménem Maffio Coronelli a jeho manželky Catariny. Jako desetiletý byl Vincenzo poslán na učení do Ravenny, kde studoval xylografii, což je grafická technika tónového dřevorytu (gravírování dřeva). Ve 13 letech se vrátil do Benátek, aby byl přijat ke konventním františkánům a po dvou letech se stal novicem. Již v 16 letech, v roce 1666, publikoval první ze svých 140 samostatných děl. V roce 1671 vstoupil do kláštera svaté Maria Gloriosa dei Frari v Benátkách a řádem byl poslán na studium teologie v Římě, kde v roce 1674 získal doktorát. Před rokem 1678 začal Coronelli pracovat jako geograf a byl pověřen výrobou dvou pozemských a nebeských glóbů pro Ranunce II., vévodu z Parmy. Vévoda byl vytvořenými glóby nadšen a rozhodl se Vincenza jmenovat teologem. Kardinál d'Estrées, který byl na diplomatické misi, navštívil knihovnu vévody z Parmy a objevil glóby, načež se rozhodl pozvat Coronelliho do Paříže, aby vytvořil glóby pro Ludvíka XIV. V letech 1681–1683 Coronelli bydlel u kardinála v jeho paláci v Rue Barbette. Věhlas Coronelliho se zvyšoval a v roce 1669 byl jmenován generálním ministrem františkánského řádu. Tato funkce mu vydržela pouze následující tři roky, protože po stížnostech duchovních bratří byl úřadem papeže odvolán.

## První díla
V roce 1678 se proslavil výrobou nebeského a pozemského glóbu, které měly shodně průměr 175 cm a byly zhotoveny mimořádně kvalitní technikou. Tvorba výše zmíněných glóbů Coronelliho proslavila a roku 1681 se přestěhoval do Paříže, kde během dvou let vytvořil dva glóby pro Ludvíka XIV. Opět se jednalo o jeden pozemský a jeden nebeský glóbus, které měly průměr 382 cm a váhu kolem dvou tun. Glóby byly zhotoveny z vřeten ohnutého dřeva, které bylo pokryté omítkou a vrstvou látky a poté bylo celé zabaleno do dvou velmi jemných tkanin na které byla nanesena samotná kresba.
Nebeský glóbus – představuje stav oblohy při narození Ludvíka XIV. Zobrazuje souhvězdí v podobě hvězd, zvířat a planet v modrých barvách.
Pozemský glóbus – představuje stav známých geografických poznatků francouzských průzkumů především v oblasti Severní Ameriky.

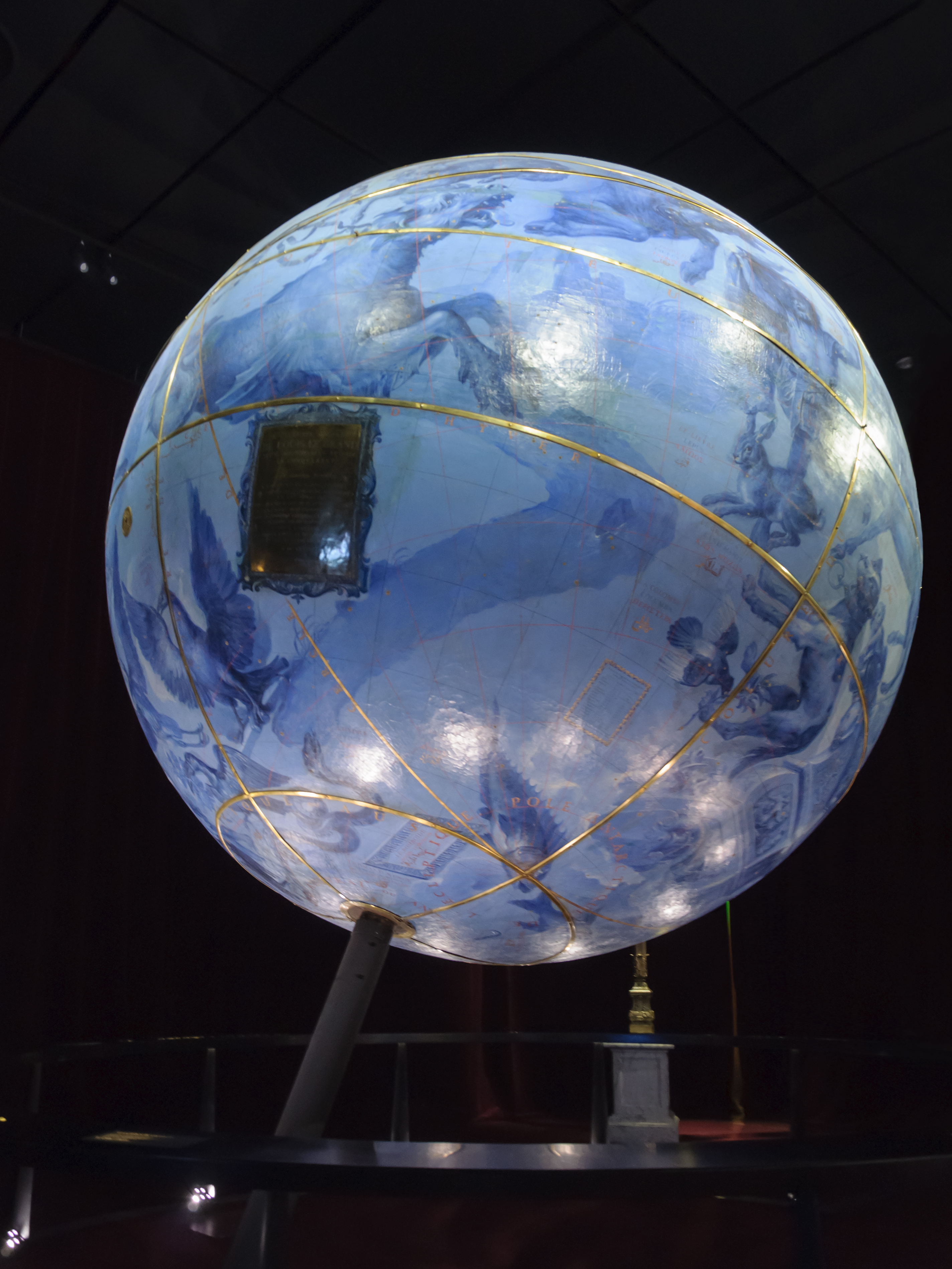
Nebeský glóbus

Dnes jsou oba glóby vystaveny ve francouzské národní knihovně.

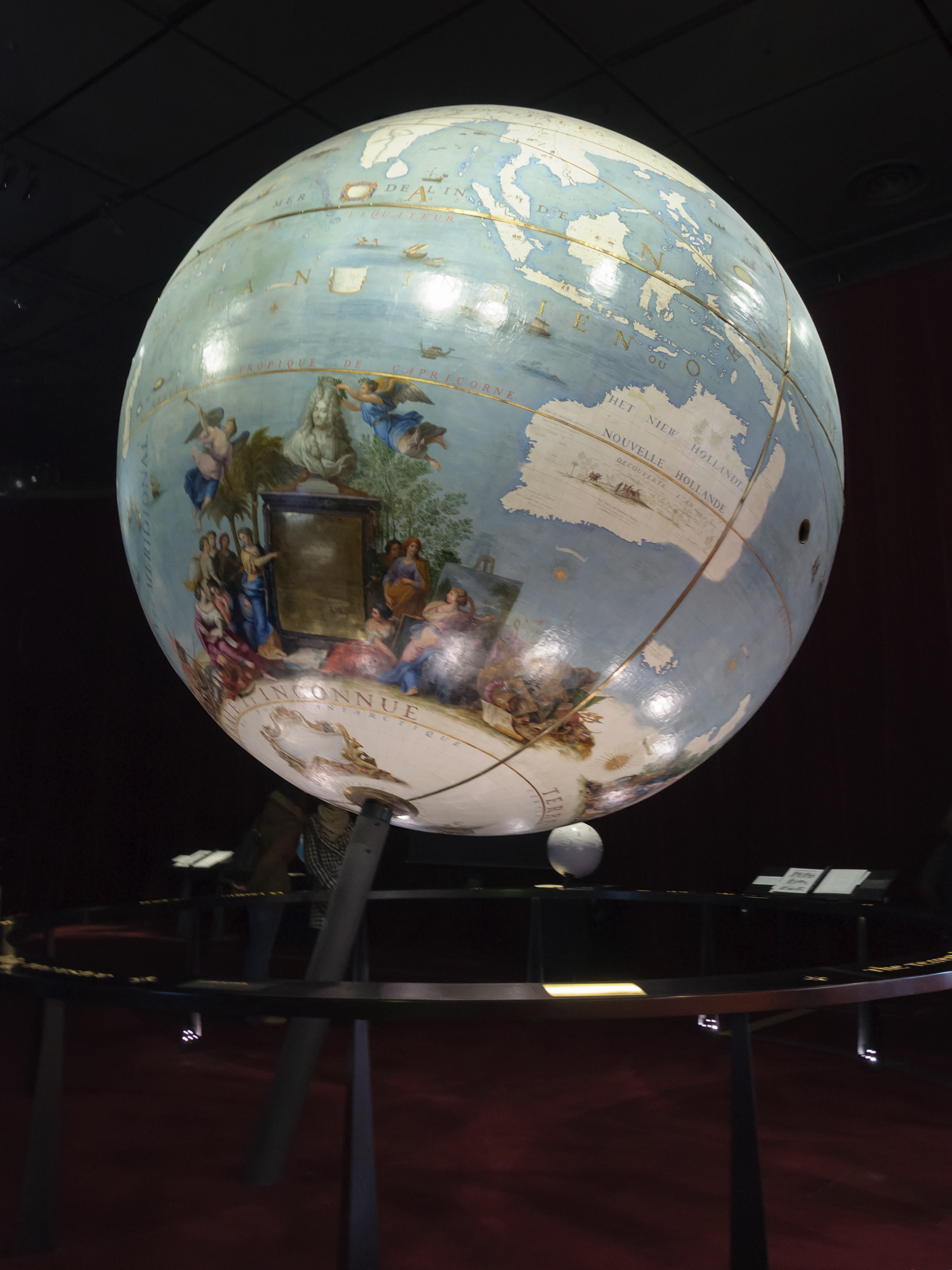
Pozemský glóbus

## Život po pobytu v Paříži
Po pobytu v Paříži Coronelli pracoval po celé Evropě, až se nakonec v roce 1705 usadil opět v rodných Benátkách, kde založil první geografickou společnost – Accademia Cosmografica degli Argonauti. Cílem bylo šíření publikací po celé Evropě. Byl také jmenován kosmografem Benátské republiky. Publikace Isolárium byla vydána v roce 1696. Další publikací mělo být rozsáhlé dílo – 45 svazková encyklopedie. První svazek byl vydán v roce 1701. V roce 1704 byl odvolán úřadem papeže z funkce generálního ministra františkánského řádu. Do své smrti se věnoval literárním aktivitám a publikacím svých děl. Coronelli zemřel v roce 1718. Do historie se zapsal především tvorbou glóbů, které od ostatních tvůrců barokního období odlišovala jejich umělecká dokonalost a přesnost zobrazovaných informací. Glóby jsou momentálně v muzeích mnoha států – např. Rakousko, Belgie, Německo atd. Na jeho počest je pojmenována Mezinárodní společnost pro studium glóbů (The International Coronelli Society for the Study of Globes).

## Encyklopedie
30 let svého života věnoval Coronelli psaní encyklopedie (Biblioteca Universale Sacro-Profana), která měla mít 300 000 článků ve 45 svazcích a měla být uspořádána v abecedním pořadí. Vyrobeno bylo pouze prvních sedm, které pokrývají A–C. Kniha měla význam v hnutí encyklopedistů, protože poprvé zavedla opravy (svazky 41 a 42) a indexaci (svazky 43 až 45), což umožňovalo zpětné vyhledávání. Coronelli také zavedl kurzívu pro psaní knižních titulů.

## Vybraná díla
Za svůj život Coronelli vytvořil více než 100 glóbů různých velikostí, stovky map samostatně tištěných i jako součást atlasů a také rozpracovanou encyklopedii, konkrétně prvních 7 abecedně uspořádaných svazků.

### Glóby
- 1688: Pozemský a nebeský glóbus – nejznámější dílo pro Ludvíka XIV.
- 1695: Hvězdný glóbus – společně se zemským glóbem tvoří výzdobu historického interiéru Staré knihovny v Kroměřížském zámku.

### Mapy
- 1689: Londra – Mapa, která zobrazuje Londýn ze zámoří.[6]
- 1690–1701: Atlante Veneto – atlas kartografie a geografie.

### Encyklopedie a knihy
- 1686: Morea, Negroponte & Adiacenze – histografické vzpomínky na království Morey a Negroponte a přilehlá místa.
- 1701–1706: Biblioteca Universale Sacro-Profana, anticom moderna – 7 svazků encyklopedie z plánovaných 45.